# جورج ريان (سياسي)
جورج ريان (بالإنجليزية: George Ryan)‏ هو صيدلي وسياسي أمريكي، ولد في 24 فبراير 1934 في ماكوكيتا في الولايات المتحدة. حزبياً، نشط في الحزب الجمهوري.

## مناصب
- انتخب رئيس مجلس نواب ولاية إلينوي ‏ (14 يناير 1981 – 10 يناير 1983).
- انتخب نائب حاكم إلينوي [الإنجليزية]‏ (10 يناير 1983 – 14 يناير 1991).
- انتخب وزير خارجية إلينوي [الإنجليزية]‏ (14 يناير 1991 – 11 يناير 1999).
- انتخب حاكم إلينوي [الإنجليزية]‏ (11 يناير 1999 – 13 يناير 2003).